# Kendo

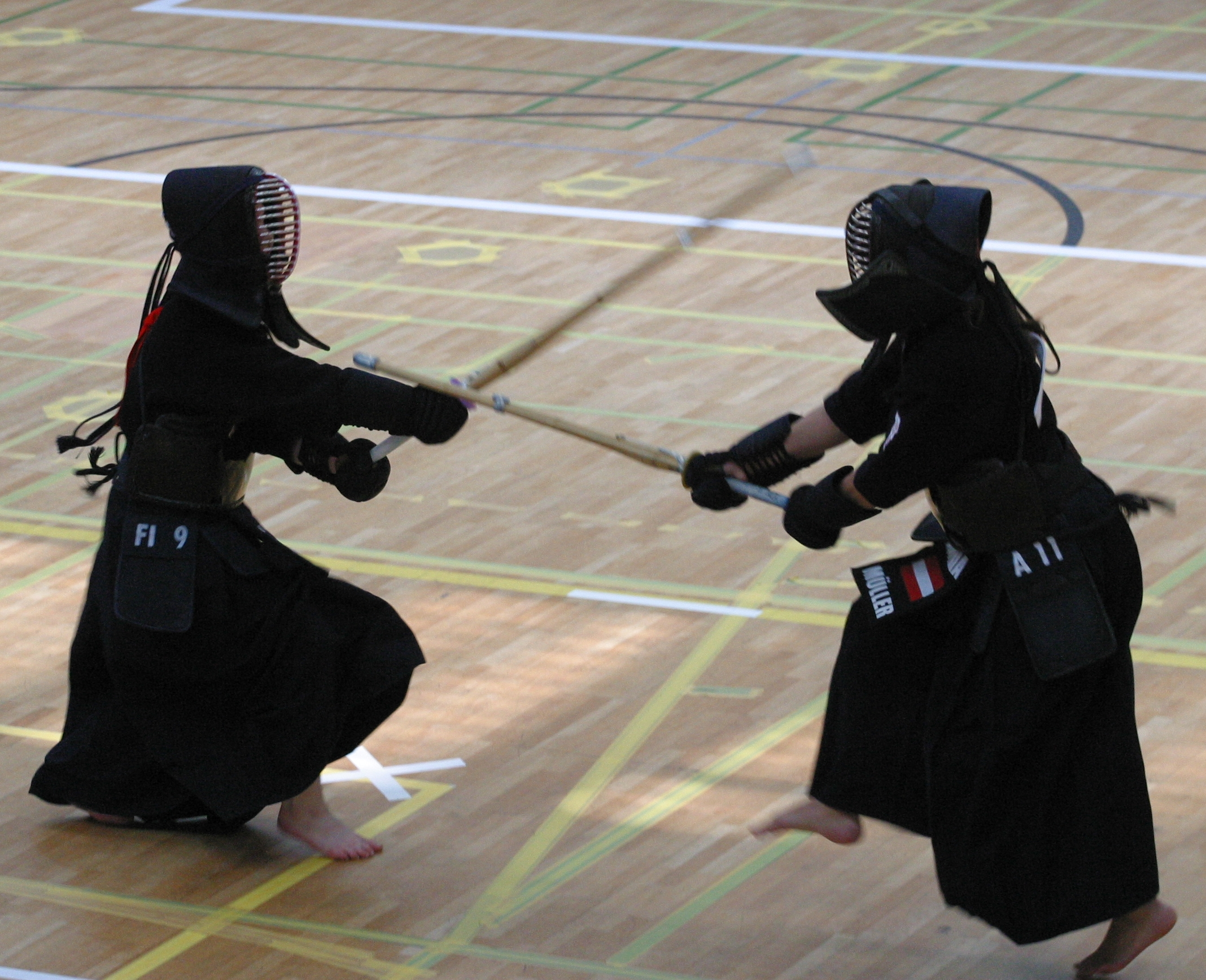
Pojedynek dwóch zawodników w Kendo

Kendo (jap. 剣道 kendō; czasami można spotkać zapis transkrypcyjny kendou, pol. droga miecza) – sport walki wywodzący się z szermierki japońskich samurajów.

## Historia

### Początki
Kendo powstało w XVII wieku. Wywodzi się z prawdziwej sztuki walki – kenjutsu, czyli szermierki bojowej praktykowanej w Japonii od XI do połowy XIX wieku. Na początku XVII wieku szermierkę w Japonii zaczęto uprawiać także para-sportowo, nie tylko w ramach krwawych pojedynków. Stało się to możliwe dzięki bezpiecznym – drewnianym, a później bambusowym – atrapom mieczy i zbrojom opartych na tych samurajskich. Za twórcę nazwy kendo uznaje się mistrza Chutę Nakanashiego – twórcę znanej tokijskiej szkoły szermierczej Nakanishi Itto-ryu, a także popularyzatora bezpiecznego sprzętu do szermierki i nauczyciela tejże. Ken znaczy miecz, a den to sposób postępowania, droga. 

### XIX wiek
Szermierka zatraciła swój pierwotny, bojowy charakter po 1868 roku (Restauracja Meiji) – wtedy zlikwidowano klasę bushi i wydano edyktu cesarskiego, który zakazał cywilom noszenia mieczy. Kendo zaczęto stosować jako sposób wychowania i nauki samodyscypliny. Zaczęli je ćwiczyć japońscy policjanci, potem coraz więcej osób angażowało się w ten sport. W 1895 powstała Dai Nippon Butokukai, organizacja zajmująca się tradycyjnymi sztukami walki. W 1912 roku ujednolicono kendo i stworzono uniwersalny program nauczania tego sportu. Stało się ono elementem wychowania fizycznego w szkołach średnich, a potem także podstawowych. 

### XX wiek
W czasie amerykańskiej okupacji Japonii Amerykanie zakazali tradycyjnych sztuk walki (Amerykanie upatrywali się w nich źródła japońskiego szowinizmu narodowego; nie bez znaczenia jest fakt, że katana była symbolem wojskowym i oficerską ozdobą w Cesarstwie Wielkiej Japonii). Kendo powróciło do japońskich szkół w 1952, pierwotnie w zmienionej formie znanej jako shinai kyogi, później ponownie włączono tradycyjne elementy japońskiej szermierki. W latach 50. i 60. japońscy emigranci spopularyzowali kendo, głównie w Brazylii, Kanadzie i USA. W latach 60. kendo pojawiło się w Europie, pierwotnie w Wielkiej Brytanii, Niemczech i Francji. Od 1969 r. działa EKF Europejska Federacja Kendo (która zrzesza 41 narodowych związków sportowych), a od 1970 IKF – Międzynarodowa Federacja Kendo. W 2000 roku zrzeszała prawie 40 państw, obecnie państw członkowskich jest jeszcze więcej. Obydwie te organizacje nadzorują m.in. nadawanie stopni mistrzowskich dan. 

## Charakterystyka
Obecnie – jako sport, sposób rekreacji czy sztukę walki – uprawia na świecie około 7 mln ludzi. Co trzy lata odbywają się mistrzostwa świata, w pozostałych latach mają miejsce mistrzostwa Europy.
Kwalifikacje zawodników kendo, podobnie jak w innych dalekowschodnich sportach walki, wyraża się stopniami uczniowskimi kyū oraz stopniami mistrzowskimi dan. Jednakże w odróżnieniu od judo czy karate stopień w kendo nie jest w żaden sposób uwidaczniany.

## Kendo w Polsce
W Polsce kendo jest znane od wczesnych lat 70. – zaczęto je tu uprawiać dzięki japońskiemu studentowi Takao Mizushimie w 1973 roku. Obecnie ćwiczy je około 500 zawodników (kendoka) w 23 klubach (dojo), zrzeszonych w Polskim Związku Kendo. Największym dotychczasowym sukcesem sportowym Polaków w kendo był brązowy medal drużynowy, wywalczony na mistrzostwach Europy w Amsterdamie w roku 1989, a w 2005 roku na mistrzostwach Europy w Bernie Polacy zdobyli srebrny medal w kategorii juniorów oraz brązowy w zawodach drużynowych kobiet. Polskie zawodniczki w 2007 roku na mistrzostwach Europy w Lizbonie zdobyły srebrny medal w zawodach drużynowych kobiet.
Na mistrzostwach Europy w kendo w 2016 roku reprezentacja Polski wywalczyła drużynowe srebro i indywidualny brąz (Krzysztof Bosak). Ponadto reprezentanci Polski Maciej Wierzbowski (za turniej męski indywidualny) oraz dwukrotnie Alina Gdeczyk (za turnieje kobiece indywidualny i drużynowy) zdobyli tradycyjną nagrodę kantosho (za ducha walki). Kobieca reprezentacja Polski na tych mistrzostwach doszła do ćwierćfinału i po nieznacznej porażce zajęła ósme miejsce. Był to najlepszy w historii wynik polskiej reprezentacji w kendo.